# كيفورك قره بتيان
كيفورك قره بتيان (بالأرمنية: Գևորգ Ժորժիկի Կարապետյան) (15 ديسمبر 1963) هو مدرب كرة قدم ولاعب سابق وهو مساعد مدرب نادي الأنصار الذي ينافس في الدوري اللبناني الممتاز. ولد في أرمينيا، ولعب كمدافع أو لاعب خط وسط، وانتقل إلى لبنان عام 1993 ولعب مع المنتخب اللبناني.

## مهنة المدرب
في 22 مارس 2021، تم أعلن عن تعيينه مساعدًا لمدرب نادي الأنصار. في 5 يناير 2022، بعد استقالة روبرت جاسبرت، عُيّن مدربًا مؤقتًا للأنصار، وقادهم في فوزهم 2-0 على نادي الصفاء بعد أربعة أيام.

## إحصائيات

### دولية
| # | تاريخ         | مكان                                  | الخصم   | نتيجة | الحصيلة | مسابقة                    | مرجع  |
| - | ------------- | ------------------------------------- | ------- | ----- | ------- | ------------------------- | ----- |
| 1 | 3 أكتوبر 1996 | الملعب الأولمبي الدولي، طرابلس، لبنان | البحرين | 1–0   | 2-3     | ودية                      | [ 6 ] |
| 2 | 19 يوليو 1997 | الملعب البلدي، بيروت، لبنان           | ليبيا   | 2-1   | 2-1     | دورة الألعاب العربية 1997 | [ 7 ] |

## الإنجازات

### كلاعب
هومينمن بيروت
- الدوري اللبناني الدرجة الثانية: 2002–03
- كأس لبنان: 1993–94

الأنصار
- الدوري اللبناني الممتاز: 1997–98، 1998–99
- كأس الاتحاد اللبناني: 1998–99; الوصيف: 2000–01
- كأس النخبة اللبناني: 1997, 2000; المركز الثاني: 1998
- كأس الاتحاد اللبناني: 1999، 2000
- كأس السوبر اللبناني: 1997، 1998، 1999

فردي
- فريق الموسم في الدوري اللبناني الممتاز: 1996–97،[8] 1997–98،[9] 1998–99[10]

## روابط خارجية
- كيفورك قره بتيان على موقع أف آي لبنان (FA Lebanon)
- كيفورك قره بتيان على فرق كرة القدم الوطنية.كوم